# Asyland
Asyland ist ein Kino-Dokumentarfilm des deutsch-türkischen Nachwuchsregisseurs Çağdaş-Eren Yüksel. Der Film begleitet Flüchtlinge im Alltag und dokumentiert ihre Gedanken, Gefühle, Motivationen und Ängste aus ihrer eigenen Perspektive. Der Film feierte seine Premiere am 30. August 2015 im Filmforum NRW und wird seitdem von den Produzenten der Firma cocktailfilms vertrieben. Der Film wurde bisher in Kinos, Schulen & Universitäten unter anderem in Berlin, Hamburg, Stuttgart, München, Darmstadt, Coburg, Freiburg, Mönchengladbach, Köln, Düsseldorf, Siegen, Neuss, Essen, Bochum, Kaiserslautern, Augsburg, Münster, Erkelenz, Singen, Döbeln, Gießen, Marburg und Eichstätt aufgeführt.
Die Finanzierung für den Film erfolgte durch eine Crowdfunding-Kampagne über die Plattform Startnext. Der Film wurde von allen Beteiligten ehrenamtlich produziert.

## Handlung
Insgesamt vier geflüchtete Protagonisten aus Berlin, Mönchengladbach und Stuttgart stehen – angekommen in einer neuen Heimat – vor neuen Herausforderungen. Sei es den Zugang zur deutschen Gesellschaft zu finden, das Studium fortzuführen oder einen Job zu finden. Der Film gibt tiefe Einblicke in die Gedanken derjenigen, über die wir glauben, alles zu wissen. Auch prominente Kabarettisten und Schauspieler aber auch Politiker kommen zu Wort und erzählen von sehr persönlichen Erfahrungen als auch ihren Erwartungen an Gesellschaft und Politik.

## Kritik und Stimmen
Der WDR berichtete in der Lokalzeit Düsseldorf am 24. November 2015 über den Film: „Asyland unterscheidet sich von vielen anderen Dokumentationen. Denn in diesem Film wird mit den Flüchtlingen geredet – und nicht über sie“. Am 22. Februar 2016 berichtete der WDR im West-ART-Magazin über Asyland und sprach mit Studiogast Navid Kermani über den Film. Bereits die Bundeszentrale für politische Bildung machte unter dem Stichwort „Eine Stimme für Flüchtlinge“ auf den Film aufmerksam. Die Rheinische Post titelte unter der Überschrift „Flüchtlinge auf der großen Leinwand“ über den Film. Während der Crowdfunding-Kampagne berichtete das Lokalmagazin Der Hindenburger auf seiner Titelseite mit der Überschrift „Der beste Weg, um Vorurteile abzubauen“ über das Vorhaben.
Bereits prominente Gäste, wie Aydan Özoğuz (Beauftragte der Bundesregierung für Migration, Flüchtlinge und Integration), Volker Beck (Innenpolitischer Sprecher Bündnis 90/Die Grünen), Hubertus Koch (Preisträger, Deutscher Fernsehpreis) und andere, konnte der Film schon erreichen.

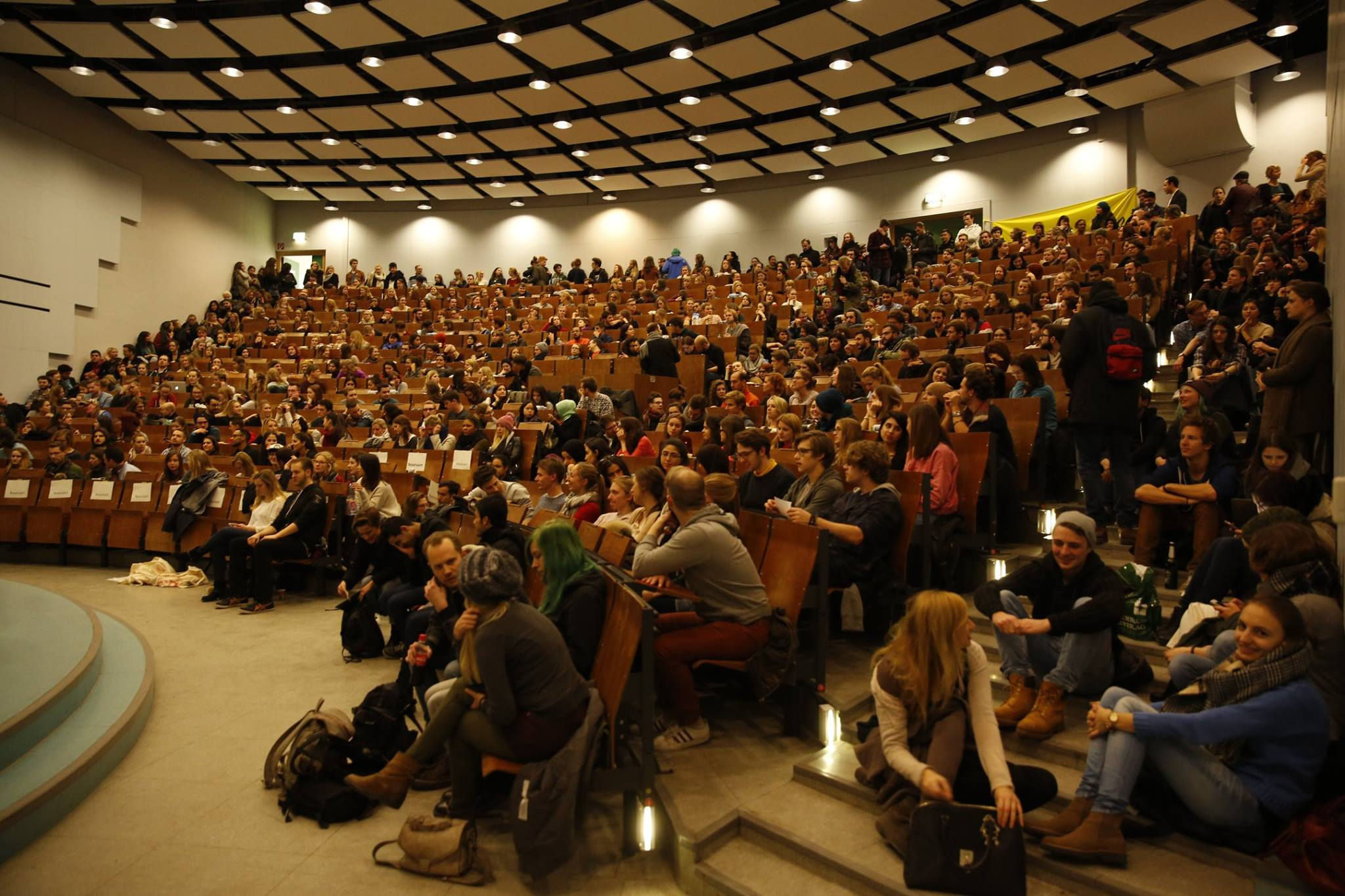
Filmpremiere von Asyland im Dr. Esther Betz-Hörsaal (ehemals Hörsaal 3 H) der HHU Düsseldorf

## Auszeichnungen
- 2015: Integrationspreis der Stadt Mönchengladbach
- 2016: Stiftungspreis des Stift. Humanistischen Gymnasiums Mönchengladbach